# 暗号資産
暗号資産（あんごうしさん、英: crypto-asset）は、インターネット上で流通する電子的な資産。分散型台帳技術（DLT）などが用いられたもので、暗号通貨やトークン（NFT、ステーブルコインなど）が含まれている。
かつては仮想通貨（かそうつうか、英: virtual currency、virtual money）と呼称されていたが、日本では2020年施行の改正資金決済法により暗号資産へと変更された。
日本においては投機目的での売買が一般的であり、現物取引やレバレッジ取引、積立投資などの各種取引方法がそれぞれの暗号資産取引所によって用意されている。

## 定義
日本では、資金決済法で以下のように定義されている。
（1）不特定の者に対して、代金の支払い等に使用でき、かつ、法定通貨（日本円や米国ドル等）と相互に交換できる
（2）電子的に記録され、移転できる
（3）法定通貨または法定通貨建ての資産（プリペイドカード等）ではない
欧州委員会は、「分散型台帳技術または類似の技術を使い、電子的に転送・保存することができる価値または権利のデジタル表現」としている。

## 用語の歴史
「仮想通貨」という用語は、ソーシャル・ネットワーキング・サービスやオンラインゲームで使用されるオンライン通貨を指す言葉として用いられていた。
2012年、欧州中央銀行（ECB）はビットコインを仮想通貨の一種とし:6、仮想通貨の定義を「デジタル通貨の一種であり、規制を受けておらず、通常は開発者によって発行および管理され、特定の仮想コミュニティのメンバー間で使用および受け入れられるもの」とした:13。
米国では、2012年にFBIがビットコインを仮想通貨と呼ぶ例が見られ、2013年11月に米国上院でビットコインに関する公聴会が開かれた際、上院の国土安全保障・政府問題委員会や司法次官補、FRB議長のベン・バーナンキらが仮想通貨という用語を使用している。
2013年、米国財務省のUS Financial Crimes Enforcement Network（FinCEN）は、仮想通貨についてのガイダンスを発表し、「実在の（real）」通貨の定義と比べたうえで、仮想通貨は「一部の環境では通貨のように交換媒体として機能しているが、実在の通貨のすべての属性を備えているわけではない」とし、「特に、どの地域においても法定通貨の地位を持っていない」とした（この後、エルサルバドルでビットコインが法定通貨の地位を得ている）。
2014年、欧州銀行監督局は仮想通貨を「中央銀行や公的機関によって発行されたものでも、必ずしも法定通貨の裏付けがあるものでもないが、自然人または法人によって交換手段として使用され、電子的に転送・保存・取引することができる価値のデジタル表現」と定義した。
2018年の欧州議会および理事会の指令 (EU) 2018/843は、指令 (EU) 2015/849を改正し、仮想通貨の定義を追加している。そこでは仮想通貨は「中央銀行または公的機関によって発行または保証されておらず、必ずしも法的に確立された通貨に関連付けられておらず、通貨の法的地位を持たないが、自然人または法人によって交換手段として受け入れられ、電子的に転送・保存・取引することができる価値のデジタル表現」を意味するとされた。
2020年9月、欧州委員会は「暗号資産（crypto-assets）」という言葉を使用して、暗号資産市場規制（MiCA）の草案を発表した。MiCAは2023年6月に発効している。

### 日本
日本においても、ビットコインは「仮想通貨」と呼ばれたが、2014年6月に自民党は関係省庁の見解を取りまとめ、ビットコインなどを「価値記録」と定義した。
2016年5月25日に成立（6月3日公布）し、2017年4月1日に施行された改正資金決済法において、ビットコインなどの「仮想通貨」が日本の法律に定められた。定義は次のいずれかである（同法第2条第5項）。
1. 物品を購入し、若しくは借り受け、又は役務の提供を受ける場合に、これらの代価の弁済のために不特定の者に対して使用することができ、なおかつ、不特定の者を相手方として購入及び売却を行うことができる財産的価値であって、電子情報処理組織を用いて移転することができるもの。
2. 不特定の者を相手方として相互に交換を行うことができる財産的価値であって、電子情報処理組織を用いて移転することができるもの。

ただし、上記のいずれにおいても「電子機器その他の物に電子的方法により記録されているものに限り、日本円および外国通貨ならびに通貨建資産を除く」とされている。
2019年5月31日、「仮想通貨」という呼称では既存の法定通貨と同様な資産との誤解を受けやすいことや、G20などの国際会議で「暗号資産」の呼称が使われていることなどを背景に、「暗号資産」への呼称変更などを盛り込んだ資金決済法や金融商品取引法の改正法が国会で可決成立した。この改正資金決済法・改正金融商品取引法は、2020年5月1日に施行された。
2021年6月、エルサルバドル共和国においてビットコインを国の法定通貨とする法案（ビットコイン法）が可決し、2021年9月7日に施行された。日本においては、「外国為替及び外国貿易法」第6条で定める外国通貨に該当する場合、「資金決済に関する法律」第2条第5項第1号で定める暗号資産に該当しなくなるが、外国通貨に該当するかは強制通用力を持つかどうかが基準となる。エルサルバドルの「ビットコイン法」第7条では、ビットコインは強制通用力を持つと定めているが、第12条でビットコインにアクセスすることが出来ない人は第7条が免除されるとされているので、日本政府は2021年6月25日の答弁において、ビットコインはエルサルバドルの外国通貨には該当せず、ビットコインは暗号資産に含まれるという解釈のスタンスをとっている。

## 世界の暗号資産
世界にある暗号資産の総数は年々増えていく傾向にある。『日本大百科全書』（ニッポニカ）の2016年ころに編集された版では、「600種類を超える仮想通貨が存在する」と記述され、「それらの推定時価総額は2016年4月時点で約80億ドル」とされた。2018年1月27日に掲載された朝日新聞の「キーワード」という記事では、「世界で1千種類以上あるとされ、全体の時価総額は約59兆円に達する」と解説された。ビットコインとイーサリアムは、時価総額や1日の取引量から見て仮想通貨におけるトップ2である。

### 分散型暗号通貨
- AAVE（アーベ、Aave）
- ADA（カルダノ、Cardano） - カルダノ (ブロックチェーン)を参照。
- ADX（アデックス、AdEx）
- AE（エターニティ、Aeternity）
- AION（アイオン、Aion）
- AMB（アンブロサス、Ambrosus）
- ARK（アーク、Ark）
- AST（エアスワップ、AirSwap）
- BAT（ベーシックアテンショントークン、 Basic Attention Token）
- BCD（ビットコインダイヤモンド、Bitcoin Diamond）
- BCH（ビットコインキャッシュ、Bitcoin Cash）
- BCPT（ブロックメイソン クレジット プロトコル、Blockmason Credit Protocol）
- BNB（バイナンスコイン、Binance Coin）
- BNT（バンカー、Bancor）
- BRD（ブレッド、Bread）
- BTC（ビットコイン[36]、Bitcoin）
- BTG（ビットコインゴールド、Bitcoin Gold）
- BVS（ビットコインシルバー、Bitcoin Silver）
- CDT（ブロックス、Blox）
- CND（シンジケーター、Cindicator）
- CMT（サイバーマイルズ、CyberMiles）
- COT（コスプレトークン、Cosplay Token）- Cosplay Tokenを参照。
- DASH（ダッシュ、Dash） - 現金感覚で使用でき、匿名性に強い。
- DNT（ディストリクトゼロエックス、district0x）
- DGD（ディジックスダオ、DigixDAO）
- DOGE（ドージコイン、Dogecoin）
- DOT（ポルカドット、Polkadot）
- EDO（エイドー、Eidoo）
- ENG（エニグマ、Eniguma） - マサチューセッツ工科大学発の暗号資産（仮想通貨）。
- ENJ（エンジンコイン、Enjin Coin）
- ELF（エルフ、aelf）
- EOS（イオス、EOS）
- ETH（イーサリアム[36]、Ethereum）- 不動産や信託などに使われる[36]。
- EVX（エヴァレックス、Everex）
- FIL（ファイルコイン、Filecoin）
- FUEL（イーサーパーティ、Etherparty）
- FUN（ファンフェア、FunFair）
- GAS（ガス、Gas）
- GTO（ギフト、Gifto）
- GVT（ジェネシスビジョン、 Genesis Vision）
- GXS（ジーエックスチェーン、GXChain） - 中国発の仮想通貨。2019年に中国警察当局により閉鎖された。
- HSR（エイチシェア、Hshare）
- ICN（イコノミ、Iconomi）
- ICX（アイコン、ICON）
- INS（INSエコシステム、INS Ecosystem）
- IOST（アイオーエストークン、IOStoken）
- KMD（コモド、Komodo）
- KNC（カイバーネットワーク、Kyber Network）
- LED（イーサレンド、ETHLend）
- LINK（チェーンリンク、Chainlink）
- LN（リンク、LINK） -  LINEグループが発行する仮想通貨、暗号資産。
- LRC（ループリング、Loopring）
- LSK（リスク、Lisk）
- LTC（ライトコイン[36]、Litecoin）- ビットコインから派生した暗号通貨。
- LUN（ルーナー、Lunyr）
- LUNA（テラ、Terra）
- MANA（ディセントラランド、Decentraland）
- MCO（モナコ、MONACO）
- MOD（モダム、Modum）
- MONA（モナコイン[36]、MonaCoin） - 日本発祥の暗号通貨。
- MTH（モニーサ、Monetha）
- MTL（メタル、Metal）
- NANO（ナノ、Nano）
- NAV（ナブコイン、 NavCoin）
- NBNG（ノブナガトークン、NOBUNAGA）- 日本発祥の暗号通貨。
- NCASH（ニュークリアスビジョン、Nucleus Vision）
- NEM（ネム、NEM） - 新規発行という仕組みがない仮想通貨[39]。
- NEO（ネオ、NEO） - 中国版イーサリアムと呼ばれる。
- NEBL（ネブリオ、Neblio）
- NULS（ナルス、Nuls）
- OMG（オミセゴー、Omisego）
- PIVX（ピヴクス、ピブクス、PIVX）- ビットコインとDASHをベースにした匿名性の仮想通貨。
- POE（ポーエット、Po.et）
- PPT（ポピュラス、populous）
- QTUM（クアンタム、Qtum）
- RCN（リピオ クレジット ネットワーク、Ripio Credit Network）
- RDN（ライデンネットワーク、Raiden Network）
- RPX（レッドパルス、Red Pulse）
- RYO（コバン、c0ban） - 日本発の暗号資産。
- RLC（アイエグゼック、iExec RLC）
- SALT（ソルト、SALT）
- SAND（ザ・サンドボックス、The Sandbox）
- SNGLS（シンギュラーディーティーヴィー、SingularDTV）
- SNM（ソン、SONM）
- SNT（ステータス、Status）
- STEEM（スチーム、スティーム、Steem）
- STORJ（ストレージ、Storj）
- STORM（ストーム、Storm）
- STRAT（ストラティス、Stratis）
- SUB（サブストラタム、Substratum）
- Symbol（シンボル、Symbol）- NEMの大型アップデート版ブロックチェーン
- THETA（シータ、Theta）
- TNB（タイムニューバンク、Time New Bank）
- TNT（ティーロン、Tierion）
- TRIG（トリガーズ、Triggers）
- TRX（トロン、TRON） - 仮想通貨TRONを参照。
- VET（ヴィチェーン、VeChain）
- VIB（バイブレート、Viberate）
- VIBE（バイブ、VIBE）
- WABI（ワビ、WaBi）
- WAVES（ウェーブス、Waves）
- WMT（ワールドモバイルトークン、World Mobile Token）
- WTC（ウォルトンチェーン、Waltonchain）
- XLM（ステラルーメン、Stellar Lumens）
- XMR（モネロ、Monero）
- XRP（エックスアールピー）
- XVG（ヴァージ、Verge）
- XZC（ゼットコイン、Zcoin）
- ZEC（ジーキャッシュ、ジー・キャッシュ、Zcash）
- ZIL（ジリカ、Zilliqa）
- ZPG（ジパングコイン、Zipangcoin） - 三井物産デジタルコモディティーズが発行する仮想通貨。インフレヘッジとして金価格と連動することを目指す。
- ZRX（ゼロエックス、0x）

## 各国の動き

### 中国
2021年9月24日、中国人民銀行は国内で暗号資産のサービスを提供する行為を禁止し、使用を違法とした。合わせて海外の取引所が中国本土の住民にサービスを提供することも禁じた。

### 北朝鮮
北朝鮮はネットでの暗号資産の略奪行為に積極的に動いている。2023年2月1日、ブロックチェーン分析会社チェイナリシスは、北朝鮮の支援を受けたハッカー集団が、2022年の1年間で17億ドル（約2200億円）相当の暗号資産を盗んだと報告した。2021年は、北朝鮮による暗号資産窃取の金額は、4億2900万ドルだった。
国連の北朝鮮制裁委員会では、北朝鮮が2022年に、過去最高額の暗号資産を盗んだことが報告された。
2022年3月、北朝鮮のハッカー集団は、ベトナムのホーチミン市にあるゲーム会社「スカイメイビス」のネットワークに侵入し、6億2000万ドル（約800億円）相当の暗号資産を窃取した。標的になったゲーム「アクシー・インフィニティ」は、ゲーム内で利用者たちが、動物のキャラクターを成長させると、暗号資産「イーサリアム」が獲得できるゲームとなっている。このゲームは東南アジアを中心に爆発的な人気で、新型コロナで外出制限が相次いだ際は１日平均200万人近くが利用した。北朝鮮のハッカー集団はそのゲーム利用者たちの暗号資産「イーサリアム」を不正に奪取した。
2022年11月、ソウルで開催された北朝鮮のサイバー犯罪をめぐる国際会議では、このハッカー集団による暗号資産の奪取で北朝鮮は弾道ミサイル31発分の費用を稼いだ、と報告された。
2023年1月23日、FBI（米連邦捜査局）は、北朝鮮のハッカー集団「ラザルス」が2022年6月に米国の暗号資産関連企業のシステムにサイバー攻撃を仕掛け、1億ドル（約130億円）相当の暗号資産を盗んだと発表した。FBIは、北朝鮮に盗まれたこの暗号資産は「弾道ミサイルと大量破壊兵器の計画を支援」するために使われている、と述べている。

### エルサルバドル
2021年9月7日、エルサルバドルでは、「ビットコイン法」が発行し、世界で初めてビットコインを国の法定通貨に採用した。同法では、顧客がビットコインでの支払いを希望した場合、国内の店舗は原則として拒否できない、税金もビットコインで支払える、従来の法定通貨であるドルと併用可能、などを定めた。その後、ビットコインの価格は世界的に下落したが、エルサルバドルのナジブ・ブケレ大統領は2022年5月9日、ツイッターで「国が500BTCのビットコインを取得平均価格30,744で押し目買い（ディップ買い）した」と公表、さらに、2022年6月30日に、エルサルバドル政府がビットコインを1万9000ドルで80BTC追加購入したことを明らかにした。ナジブ・ブケレ大統領は6月30日、ツイッターに「ビットコインは未来だ。安く売ってくれてありがとう」と投稿した。
しかし、2022年9月の時点では、エルサルバドルの国内ではビットコインの普及はあまり進んでいない。エルサルバドルの国民は従来の法定通貨である米ドルを決済手段として使い続けており、1年たっても多くの店舗がビットコインに対応していない。中米大学が実施した国民の世論調査によると、ビットコインを一度も使っていないとの回答者が75.6％に上った。またビットコインがエルサルバドルの法定通貨になったことについて、77％の回答者は「誤り」だったと示した。
また、2023年初頭、エルサルバドルはビットコイン担保付き債券の法的枠組みを提供する法律を制定した。これらの債券は「ボルケーノ（火山）・ボンド」と呼ばれている。「ボルケーノ・ボンド」という言葉は同国が作ったビットコイン・シティの位置に由来しており、同地は近くのコンチャグア火山からの地熱エネルギーを利用した再生可能エネルギー型暗号資産マイニング・ハブとなる予定だ。
さらに、2022年4月には中央アフリカ共和国がビットコインを採用している。

## マイニング
暗号資産の新規発行は「マイニング」（採掘）という方法で行われる。その取引には複雑で高度な計算を必要とする。そこで、世界中のマイナー（採掘者）たちが、その暗号資産のコンピューター演算の作業に協力し、その成功報酬として新たに発行される暗号資産を得る仕組みが生まれている。 暗号資産のマイニングをするにはパソコン1台あれば十分であり、現在は、ビジネスとして暗号資産の採掘に励む個人のマイナーたちや、マイニング企業が世界中に存在する。
しかし、2022年のビットコインなどの暗号資産価格の長期低迷は暗号資産のマイニング企業に打撃を与えている。一部のマイニング（採掘）業者はその機材・装置を担保に金融機関から融資を受けているが、ビットコイン価格の低迷で、その融資の返済が難しくなりつつある。そうした融資の総額は最大40億ドル（約5400億円）に上るという。
アナリストらによれば、貸し手が担保として受け入れていたマイニング機器の多くは、ビットコイン価格と足並みをそろえて価値が半減している。そのため、担保価値が債務残高を下回るアンダーウォーター（水面下）状態の融資が増えている。
また、マイニング企業は、暗号資産をマイニングするのに多くの電力を消費する。その電力需要はとても大きく、その影響で一般消費者向けの電気代も上昇している。2022年9月8日、アメリカのホワイトハウスは米国内の暗号資産マイニング事業者が、国の全家庭のコンピュータに匹敵するエネルギーを消費する勢いであることを発表し、暗号資産のマイニング業界の電力需要を抑制するための対策を規制化する必要があると訴えた。

## 取引業者
- デジタル通貨取引所（英語版）
- 暗号資産交換業者登録一覧

### ハッキング事件一覧
- 2011年6月19日、マウントゴックスにて、ハッキングが行われた。
- 2015年1月、ビットスタンプ（英語版）にてハッキング事件が発生し、約19,000ビットコインが盗まれた。
- 2016年6月17日、ザ・ダオ（英語版）でのハッキング事件[61]
- 2016年8月、ビットフィネックス（英語版）にて、2016年ビットフィネックスへのハッキング事件（英語版）が発生し119,756 ビットコインが盗まれた[62]。
- 2017年 Parity Walleで約30億円が盗まれた[63]。
- 2017年12月6日、NiceHashへのハッキング事件
- 2018年1月26日、コインチェックは不正アクセスにより仮想通貨NEMの全額が流出したと報告した[63]。
- 2019年 Binanceにて、ハッキングで7,000ビットコインが盗まれた[64]。
- 2021年8月10日、Poly Networkエクスプロイト（英語版）（脆弱性を使った攻撃）が行われた。
- 2021年12月、Bitmart（英語版）にて、約1億9600万ドル相当の仮想通貨が盗まれた。
- 2022年8月、Nomad bridge hackが行われた[65][66]。
- 2022年11月11日以降、破産申請したFTXに対してハッキングが行われた[67]。
- 2023年3月、暗号資産を使ったゲームを展開するAxie Infinityのゲーム専用プラットフォーム Ronin Networkへハッキングが行われた[68]。
- 2025年2月21日のハッキング事件

## その他リスク
連邦取引委員会によると、2021年初頭から暗号通貨での詐欺事件で、46,000人から10億ドル以上の被害が起きている。
ランサムウェアなどの犯罪利用。
犯罪に利用されるダークネットで使用される。例として、ロシアのダークネットHydraで利用されていたロシア系暗号資産取引所 ガランテックス（garantex） は、マネーロンダリング防止やテロ資金調達対策の義務を無視した取引を行っていたため、2022年から制裁を受けていた。また、2025年3月13日には、ガランテックスの管理人の男性一人が逮捕され、ガランテックス自体も閉鎖された。